# 樹あさ子
樹 あさ子または樹 亜采子（いつき あさこ、1971年8月10日 - ）は日本の元タレントである。兵庫県芦屋市出身。

## 来歴・人物
ギリギリガールズのメンバーとして、TV番組ギルガメッシュないとや平成女学園で活躍した。当時は芸映に所属。ギリギリガールズを引退後の1994年、テレビ番組の共演で知り合った体操選手の池谷幸雄と結婚し女児を産んだが、1998年に離婚。
2002年に結婚式のプランニング会社に就職。2007年時点で同社の係長を務める。

## 写真集
- 『NUDITÉ—樹あさこ』　クラリオンソフト、1994年5月、ISBN 978-4-877-23105-7

## CM出演
- 日清食品　『棒棒鶏』